# Cory Kennedy
Corinne Kennedy-Levin (Santa Monica, 21 febbraio 1990) è una modella statunitense.

## Biografia
Cory Kennedy vive con i genitori, la sorella gemella Chris, le sorelle minori Chandler e Cody e una lucertola di nome Raul Seixas. È di origini ebree. È apparsa nei video musicali Moving Pictures dei The Cribs, Bombs degli Scanners e Every Nose dei N.E.R.D.

## Carriera
Inizia la carriera nella moda nel 2005, quando conosce il fotografo Mark Hunter ad un concerto dei Blood Brothers all'El Rey Theatre di Los Angeles. A gennaio 2006 comincia un apprendistato nel suo studio per ottenere crediti scolastici e diplomarsi. Appare in molte foto delle feste esclusive alle quali si reca; a dicembre 2005, Hunter le dedica un post sul suo blog dal titolo "JFK Cory Kennedy", dando inizio ad una speculazione su una presunta correlazione con la famiglia Kennedy. Diventa un'icona di stile per il suo abbigliamento homeless chic ed heroin chic.
Nel 2006, compare due articoli del New York Times e di L.A. Weekly. Compare anche su Vogue, Jalouse e i-D, che la definiscono "una celebrità di Internet".
I suoi genitori ignoravano la popolarità della figlia fino a che non comparve sulla copertina di giugno della rivista Nylon. Preoccupati per precedenti casi di depressione, quando la notorietà a settembre 2006 cominciò a entrare in conflitto con la vita scolastica, i genitori decisero di mandarla in un collegio con uso limitato di internet e telefono.
Nel 2007, viene scelta come icona di Urban Decay e l'anno seguente appare nel primo episodio del telefilm 90210 insieme a Mark Hunter.

## Filmografia

### Cinema
- The Wrong Ferarri, regia di Adam Green (2011)

### Televisione
- 90210 - serie TV, episodio 1x01 (2008-2009)